# Pilar Montoya
Pilar Montoya Manzano, nota anche con lo pseudonimo di La Faraona (Siviglia, 1960 – Siviglia, 6 marzo 2015), è stata una ballerina di flamenco gitana spagnola della dinastia dei Farrucos.
Pilar era la figlia maggiore di uno dei miti del flamenco del XX secolo, Antonio Montoya Flores Farruco e della cantante Enriqueta Reyes, nonché sorella di Rosario Montoya La Farruca e zia di Juan Manuel Fernández Montoya Farruquito, di Antonio El Farru e di El Carpeta.

## Biografia
Cominciò da bambina, in un ambiente familiare dove il ballo e il canto flamenco erano pane quotidiano. Spiccava nei suoi balli per le bulerías, di grande precisione, e soprattutto per i tanghi «con un tocco di monelleria e l'impronta» della famiglia e ai quali, allo stesso tempo, impresse la propria personalità. Dall'età di quindici anni accompagnò sempre a suo padre Farruco in tutti gli spettacoli che metteva in scena, compreso un soggiorno a Broadway, negli Stati Uniti, con "Flamenco Puro" accanto a Concha Vargas tra le tante altre stelle del flamenco. La Faraona si esibì altresì in "Andalucía Flamenca" o "Persecución", nei quali lavorò come solista. Inoltre, fece parte del film progettato da suo padre come omaggio alla tradizione familiare, Bodas de gloria, diretto da Ricardo Pachón e Manuel Palazzi. Nel 2006, accanto a sua sorella Rosario, fu co-protagonista con successo in "Gitanas" al Festival di Mont-de-Marsan in Francia. Lavorò in particolare con il nipote Farruquito, con cui si esibì in vari spettacoli, tra cui "Farruquito y familia" o durante l'ultima Biennale di Flamenco di Siviglia a cui poté partecipare, nel 2014, con "Alma Vieja". Partecipò comunque ad alcuni tour internazionali al di fuori dell'ambito familiare con altri artisti di flamenco quali El Güito o Manuela Carrasco. Morì settimane dopo la sua ultima apparizione in pubblico accanto a sua sorella Rosario Montoya, La Farruca, il 24 febbraio, con cui presentò "Mi Herencia" all'interno del ciclo Flamenco Viene del Sur al Teatro Centrale di Siviglia. 
Pilar si dedicò anche all'insegnamento nell'accademia sivigliana Flamencos por el Mundo dove impartiva corsi e seminari nei suoi ultimi anni.
Pilar Montoya morì a Siviglia il 6 marzo all'età di 55 anni dopo una lunga malattia. Suo figlio, Juan Fernández, Il Barullo, ha portato avanti la tradizione familiare.

## Stile
Secondo Europa Press: «Come il suo illustre progenitore, il ballo della Faraona è breve e diretto, semplice dal punto di vista tecnico ma molto preciso, pieno di forza e fiducia nella propria capacità di comunicazione. La Faraona è stata unica perché, all'interno delle chiavi estetiche familiari, ha sviluppato uno stile forte ma anche burlone, pieno di sapore e senso dell'umorismo, aspetto che ha sfruttato principalmente nei tanghi. È stata, senza dubbio, la più nera, la più africana della famiglia Farruco. L'immagine definitiva della Faraona è il suo stile canastero [cestaio], il suo modo di irrompere in scena scalza e con un paniere di vimini al braccio, battendo al ritmo del tango. Il suo movimento di anche, unico, passerà alla storia della danza flamenco.»